# Quarta Travessia do Tejo
A Quarta Travessia do Tejo ou Ponte Algés-Trafaria é um projeto para um túnel rodoviário no estuário do Rio Tejo, com o objetivo de ligar a Trafaria a Algés, tornando-se a quarta travessia do rio em Lisboa (e a sexta no distrito de Lisboa) sobre o Tejo.

## História
Desde o planeamento da terceira travessia, vários outros projetos foram idealizados como potenciais novas travessias sobre o Rio Tejo na Área Metropolitana de Lisboa, quer em alternativa à ligação Barreiro-Chelas quer como quarta travessia, uma vez que estimava-se que em 2017 a ponte 25 de Abril estivesse a 190% da sua capacidade. O túnel imerso rodoviário é há muito pedido pelos autarcas da margem sul, que invocam o facto de 80% do tráfego na Ponte 25 de Abril ser gerado nos concelhos de Almada e Seixal, além que 37% do tráfego na ponte ter como destino Oeiras, Cascais e Sintra.
A Lusoponte fez várias propostas ao Governo, desde 2000, para a construção de uma travessia Algés-Trafaria, que fecharia a CRIL e os acessos a Lisboa. Em 2005, o ministro das Obras Públicas António Mexia disponibilizou-se a negociar com a concessionária uma travessia precisamente em Algés-Trafaria. Todavia, não houve uma confirmação e não há uma data definida para a sua construção.
Em novembro de 2018, foi criada uma petição pela construção do túnel, argumentando ser a solução mais económica e célere, e também necessário para atrair empresas para a margem sul do Tejo.
Em março de 2025, o governo aprovou em Conselho de Ministros um pacote de 31 obras rodoviárias onde se inclui o estudo da construção de uma travessia rodoviária no Tejo sob a forma de túnel entre Algés e Trafaria, com o objetivo de aliviar o trânsito da Ponte 25 de Abril. Ficou-se também a saber que o túnel faz parte do projeto Parque Cidades do Tejo, um ambicioso projeto urbanístico que abrangerá uma área de 4.500 hectares com o objetivo de transformar o arco ribeirinho numa grande metrópole integrada, “em que o rio funciona como elo de ligação dos territórios em vez de os separar”.